# Parada de Sil
Parada de Sil és un municipi de la província d'Ourense a Galícia. Pertany a la comarca d'A Terra de Caldelas.
| 3.287 | 3.272 | 2.912 | 2.287 | 788 |
| Fonts: INE i IGE (Els criteris de registre censal variaren i les dades de l'INE i de l'IGE poden no coincidir.) |       |       |       |     |

## Parròquies
- Caxide (Santa Cristina)
- Chandrexa (Santa María)
- Forcas (San Mamede)
- A Hedrada (Santiago)
- Parada de Sil (Santa Mariña)
- As Paradellas (Santa María)
- Pradomao (San Xiao)
- Sacardebois (San Martiño)
- San Lourenzo de Barxacova (San Lourenzo)